# Aeroporto Regional de Patos
O Aeroporto Regional de Patos - Brigadeiro Firmino Ayres (IATA: JPO, ICAO: SNTS) é um aeroporto localizado na cidade de Patos, no estado da Paraíba. Situado a 263 quilômetros da capital João Pessoa. Fica situado na rodovia estadual PB-228, a cerca de doze quilômetros do Centro da cidade e a trinta quilômetros ao norte de Rio Grande do Norte (mesma distância ao sul de Pernambuco). A cidade de Patos tem uma localização estratégica para abrigar um aeroporto.
Segundo a Agência Nacional de Aviação Civil (ANAC), o Aeroporto de Patos registrou 2.323 passageiros pagos: embarques + desembarques; 32.826 kg de carga paga e Correio: envios + recebimentos; e 523 pousos e decolagens
Possui uma pista de 1600 metros de asfalto, podendo suportar operação com aeronaves de até trinta toneladas. A estrutura física do aeroporto foi inaugurada em 12 de dezembro de 1942.

## Convênio
Em 19 de novembro de 2013, o convênio de delegação foi despachado pelo secretário nacional de Aeroportos, Nelson Negreiros Filho, e encaminhado para a Secretaria Executiva. De acordo com o convênio, a Prefeitura de Patos vai passar a administrar o aeroporto do município por 35 anos, em que a União transfere a exploração do aeródromo civil público, área destinada a pouso, decolagem e movimentação de aeronaves. Com a assinatura, a construção, ampliação, reforma, administração, operação, manutenção e exploração econômica do aeroporto serão de responsabilidade do Governo Municipal, que vai poder exercer a exploração  de forma direta, indireta ou mista.

## Reforma e ampliação
Em ofício encaminhado ao deputado federal Hugo Motta, datado de 15 de maio de 2014, o então ministro Moreira Franco informou que o aeroporto contemplado no "Programa de Investimentos em Logística: Aeroportos", recebeu em 23 de janeiro de 2014, a visita técnica da empresa projetista PROGEN/PLANWAY, que concluiu o Estudo de Viabilidade Técnica em 25 de março de 2014. Em maio a SAC, definiu o cenário de intervenções a serem executadas, que contempla: novas áreas de segurança de fim de pista (RESAs) com 60 por 90 metros, ampliação do taxiway de acesso ao pátio de aeronaves, novo pátio, novo terminal de passageiros mobiliado e equipado com 682 metros quadrados, execução de obras de drenagem, implantação de seção contra incêndio, equipamentos de auxílio à navegação, reforço da resistência da pista de pouso e decolagem, se verificada a necessidade a partir dos resultados de ensaio de campo, sinalização vertical e horizontal e estacionamento de veículos. Dessa forma a SAC encaminhou ao Banco do Brasil autorização, para execução do Estudo Preliminar, com vista a execução do anteprojeto e licitação das obras.
Uma nova ampliação foi iniciada em 2024, o projeto envolve uma equipe de 70 profissionais que atuam em diversas frentes, como drenagem, instalação de cerca patrimonial e terraplenagem. Quando concluído, o aeroporto terá capacidade para atender 80 passageiros em operações de embarque e desembarque, além de acomodar até três aeronaves ATR-72-600, cada uma com capacidade para 72 passageiros. A pista terá uma extensão de 1.600 metros, com uma área total de 715,80 m², além de uma Central de Utilidade de 232,78 m² destinada à administração e outras demandas operacionais.
O novo Terminal de Passageiros (TPS) foi projetado para ser modulado, permitindo futuras expansões laterais, tanto para o lado Leste quanto para o Oeste, conforme o crescimento da demanda, podendo atingir até 1.974 m² de área total sem comprometer o atendimento atual.
O Plano Aeroviário Nacional aponta que com as obras do terminal de passageiros, a região polarizada por Patos terá capacidade de atender uma demanda de cerca de 100 mil pessoas.

## Cronologia histórica
- 12 de dezembro de 1941 – Está em organização, com o apoio do Prefeito Pedro Torres, o Aeroclube de Patos. Já foram feitos contatos com o jornalista Assis Chateaubriand, que destinará um avião à entidade, logo que concluído o campo de pouso (A União, 13 de dezembro de 1941).[12]

- 3 janeiro de 1942 – Estiveram em Patos, há poucos dias, o 1.º Tenente-aviador Firmino Araújo e o engenheiro Raul  Malheiros, chefe do Departamento de Aeronáutica Civil (DAC), para observar terrenos para a construção do campo de aviação. (A União, 3 de janeiro de 1942).[12]

- 13 de janeiro de 1942 – Reina grande entusiasmo e movimentação entre a mocidade local em torno do Aeroclube de Patos. O prefeito Pedro Torres tem emprestado todo apoio à iniciativa, notadamente no que diz respeito à construção do campo de pouso e do hangar. Dois aviões serão doados à entidade, segundo comunicação já feita pelo jornalista Assis Chateaubriand, mentor da campanha de incentivo à aviação civil, de repercussão nacional. O primeiro deles será, brevemente batizado, no Rio de Janeiro, pelo Ministro Salgado Filho, da Aeronáutica, cabendo ao sr. Drault Ernani representar Patos, na solenidade. (A União, 13 de janeiro de 1942)[12]

- 19 de maio de 1942 – Cerca de seiscentos metros da pista de pouso do aeroclube já acham concluídos, extensão suficiente para a aterragem do avião PRUDENTE DE MORAIS, doado pelo jornalista Assis Chateaubriand. Por outro lado foi eleita e empossada a diretoria definitiva daquela entidade, a qual ficou assim constituída: Presidente, Pedro da Veiga Torres; Vice-presidente, Massilon Caetano; 1.º Secretário, Lourival Cavalcanti de Oliveira; 2.º Secretário, Dinamérico Wanderley de Sousa; Orador, Teotônio Rodrigues; Tesoureiro, Alfredo Travassos; Diretor Técnico, Clodomiro de Albuquerque; Assistente Jurídico, Luís Wanderley. Conselho Fiscal: Agrícola Montenegro, Tiburtino Rabelo de Sá, José Peregrino Filho. Suplentes: Zózimo Gurgel, Carlos Dantas Trigueiro, Antônio Gomes. (A União, 19 de maio de 1942).[12]

- 24 de maio de 1942 – É inaugurada a escola de pilotagem do Aeroclube de Patos. (Idem).[12]

- junho de 1942 – Continuam acelerados os trabalhos de construção do hangar e da sede do Aeroclube. O prefeito Pedro Torres conseguiu o material para a coberta do hangar. Na última reunião foram admitidos novos sócios. (A União, 6 de junho de 1942).[12]

- 21 de agosto de 1942 – Estiveram em Patos, na semana passada, os técnicos do Ministério da Aeronáutica Galdino Mendes, capitão Sílvio Fontoura e engenheiro F. Odilon Albuquerque. Os visitantes mostraram-se satisfeitos com o campo de pouso e o hangar, sendo de observar que, vindo eles de avião, este pousou já na pista recém construída, o que contribuiu para as conclusões positivas daqueles inspetores.[12]

- 5 de setembro de 1942 – É recebido um avião, doado ao Aeroclube.(Idem).[12]

- 12 de dezembro de 1942 - Inauguração da estrutura física do aeroporto.[7]

- 17 de fevereiro de 1943 – Um avião da Base Aérea de Fortaleza aterrissou no campo de pouso local, na semana passada. Conduzindo o tenente-aviador Carlos Moreira, que vem fazer uma inspeção no referido campo. (A União, 17 de fevereiro de 1943).[12]

- 8 de agosto de 2012 - Em reunião na Sudene, fica acordado que a cidade será beneficiada com quatro companhias aéreas que vão construir novas rotas entre as cidades do interior e as capitais do Nordeste: Azul/Trip, Passaredo, Avianca e Voa Brasil.[13]

- 19 de novembro de 2013 - O convênio de delegação foi despachado pelo secretário nacional de Aeroportos, Nelson Negreiros Filho, e encaminhado para a Secretaria Executiva.[8]

- 23 de janeiro de 2014 - O aeroporto recebe visita técnica da empresa projetista PROGEN/PLANWAY.[9]

- 25 de março de 2014 - Concluído o Estudo de Viabilidade Técnica pela empresa projetista PROGEN/PLANWAY.[9]

- 23 de fevereiro de 2017 - O prefeito de Patos, Dinaldinho, recebe em seu gabinete um grupo de técnicos da Comissão de Instalação do Controle do Espaço Aéreo (CISCEA), que é ligada ao Departamento de Controle do Espaço Aéreo, subordinada ao Comando da Aeronáutica. A visita foi por causa da necessidade de um terreno para a implantação da torre de uma estação VHF, destinada a fazer parte do Sistema de Controle do Espaço Aéreo.[14]

- 21 de dezembro de 2017 - Evento realizado  na manhã na Associação Comercial e Industrial de Patos (ACIAP), reune representantes da Azul Linhas Aéreas com a classe política  e empresários da cidade para que o projeto de implantação da linha da Azul possa ser concretizado.[15]

- 26 de março de 2018 - Técnicos da Secretaria de Aviação Civil da Presidência da República realizam levantamento das reais condições do equipamento para que possa receber voos regionais. Nesta visita técnica, o diretor de investimentos em Infraestrutura, Eduardo Bernardi, esteve presente.[16]

- Novembro de 2018 - A pista de pouso recebe melhorias do Departamento de Estradas de Rodagem (DER);[17] e o deputado federal Hugo Motta em reunião com o diretor da Secretaria de Aviação Civil (SAC), Eduardo Bernardi, discute o projeto de readequação do aeroporto.[18]

- 30 de junho de 2020 - O Ministério da Infraestrutura autoriza que Governo da Paraíba licite obras, orçada em R$ 35,8 milhões, sendo que cerca de 40% são de contrapartida estadual. A MInfra destaca que Patos é o polo regional do Sertão do estado e  milhares de turistas comparecem festas juninas todos os anos.[2]

- 08 de agosto de 2021 - A primeira operação comercial é realizada pela Azul Conecta.[19]